# Sugar (американская группа)
Sugar — американская рок-группа, существовавшая в начале 1990-х годов. Коллектив был образован в 1992 году вокалистом и гитаристом Бобом Моулдом (экс-Hüsker Dü), басистом Дэвидом Барбом (англ. David Barbe) и барабанщиком Малкольмом Трэвисом (англ. Malcolm Travis).

## Карьера
Первый концерт Sugar состоялся 20 февраля 1992 года в клубе 40 Watt Club в Джорджии, после нескольких недель «разогрева» у R.E.M. В том же году группа выпустила свой первый альбом Copper Blue, который был назван альбомом года журналом New Musical Express. Copper Blue добрался до 10-го места в UK Albums Chart.
В апреле 1993 года музыканты выпустили мини-альбом Beaster, материал для которого был записан во время сессий Copper Blue. Beaster достиг 3-го места в UK Albums Chart.
В сентябре 1994 года группа выпустила второй студийный альбом - File Under: Easy Listening. Он достиг 7-го места в UK Albums Chart.
Сборник бисайдов группы был выпущен в июне 1995 года. Моулд распустил Sugar весной 1996 года из-за того, что Барб хотел проводить больше времени со своей семьей и заняться сольной карьерой. Трэвис занял место барабанщика в группе Kustomized.
В 2011 и 2012 годах вышли ремастированные переиздания трех альбомов Sugar.

## Дискография

### Альбомы
| Год  | Альбом                     | Чарт           | Высшая позиция |
| ---- | -------------------------- | -------------- | -------------- |
| 1992 | Copper Blue                | UK Album Chart | 10             |
| 1993 | Beaster (EP)               | UK Album Chart | 3              |
| 1994 | File Under: Easy Listening | UK Album Chart | 7              |
| 1995 | Besides (сборник)          | UK Album Chart | -              |

### Синглы
| Год  | Сингл                         | Чарт               | Высшая позиция |
| ---- | ----------------------------- | ------------------ | -------------- |
| 1992 | «Changes»                     | UK Singles Chart   | -              |
| 1992 | «Helpless»                    | Modern Rock Tracks | 5              |
| 1992 | «A Good Idea»                 | UK Singles Chart   | 65             |
| 1992 | «If I Can’t Change Your Mind» | UK Singles Chart   | 30             |
| 1993 | «Titled»                      | UK Singles Chart   | 48             |
| 1994 | «Your Favorite Thing»         | UK Singles Chart   | 40             |
| 1994 | «Believe What You’re Saying»  | UK Singles Chart   | 73             |
| 1994 | «Gee Angel»                   | UK Singles Chart   | -              |